# Kenta Shimamura

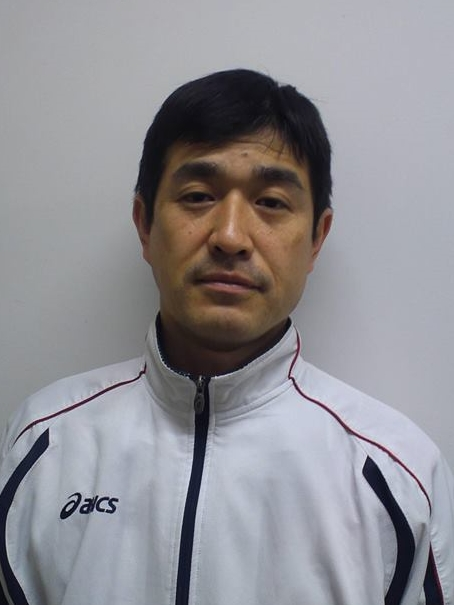
Kenta Shimamura 2018

Kenta Shimamura (jap. 島村健太, Shimamura Kenta; * 12. Oktober 1969 in der Präfektur Tokio) ist ein ehemaliger japanischer Autorennfahrer.

## Karriere als Rennfahrer
Kenta Shimamura war Ende der 1980er- und zu Beginn der 1990er-Jahre in der Formel 3 aktiv. Er startete in der japanischen- und der französischen Formel-3-Meisterschaft, wo er 1990 den 17. Endrang erreichte (Meister Éric Hélary). 1992 bestritt er als Partner von Jun Harada und Tomiko Yoshikawa das 24-Stunden-Rennen von Le Mans. Der von Chamberlain Engineering gemeldete Spice SE89C wurde wegen zu geringer gefahrener Distanz nicht gewertet.

## Statistik

### Le-Mans-Ergebnisse
| Jahr | Team                    | Fahrzeug    | Teamkollege      | Teamkollege | Platzierung     | Ausfallgrund |
| ---- | ----------------------- | ----------- | ---------------- | ----------- | --------------- | ------------ |
| 1992 | Chamberlain Engineering | Spice SE89C | Tomiko Yoshikawa | Jun Harada  | nicht klassiert |              |

### Einzelergebnisse in der Sportwagen-Weltmeisterschaft
| Saison | Team                    | Rennwagen   | 1   | 2   | 3   | 4   | 5   | 6   |
| ------ | ----------------------- | ----------- | --- | --- | --- | --- | --- | --- |
| 1992   | Chamberlain Engineering | Spice SE89C | MON | SIL | LEM | DON | SUZ | MAG |
| 1992   | Chamberlain Engineering | Spice SE89C | DNF |     |     |     |     |     |